# ノムラ＝ポレポレ
ノムラ＝ポレポレ(ポレポレ美)（1983年10月24日 - ）は、日本のイラストレーター、漫画家、ライター。代表作には『シンママ28歳、底辺デビューしました』などがある。 

## 来歴
富山県富山市出身。富山大学高岡短期大学部産業造形学科卒。2004年からフリーランスとして活動をはじめ、2005年上京。
それまで使用していた筆名の「野村ポレポレ」をカナ表記の「ノムラ＝ポレポレ」に変更しており、現在は「ポレポレ美」として活動している。

## 対談とエピソード
ポレポレ美は、様々なメディアで対談やインタビューに応じている。 
2020年には、『今日も拒まれてます』でピッコマアワードAQUA賞を受賞した。
ポレポレ美の作品内やSNS上には、頻繁にうさぎが登場している。また、うさぎの介護に関する書籍『うさぎ介護の知恵袋 』も執筆している。

## 著書
- 今日も拒まれてます
- シンママ28歳、底辺デビューしました
- 別れさせ屋〜相談者がその扉を叩く時〜
- 愛されない私を救ってください～スピリチュアル女子の末路～
- 集まれ！聖人君子
- うさぎ介護の知恵袋
- あなたの生きた証を探して[3]